# استعراض (مسرح)

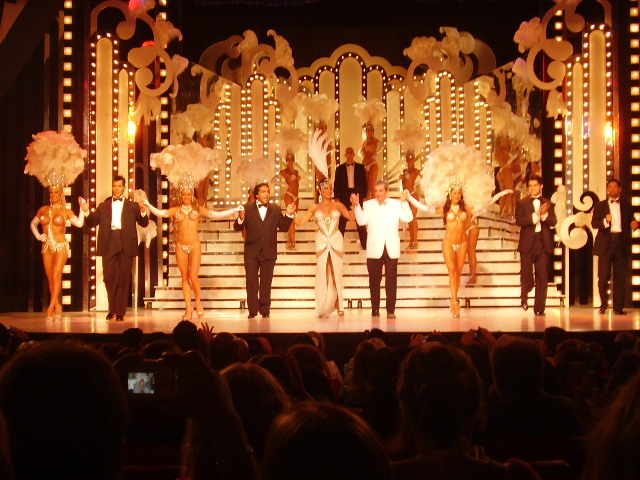
عرض مسرحي في الأرجنتين

الاستعراض هي نوع من الترفيه المسرحي الشعبي متعدد الأفعال الذي يجمع بين الموسيقى والرقص. يعود جذور الاستعراض إلى الترفيه الشعبي والمشجاة في القرن التاسع عشر ولكنها نمت لتحظى بحضور ثقافي كبير خاص بها خلال سنواتها الذهبية من عام 1916 إلى عام 1932. ومع أنها مشهورة بمشهدها البصري، إلا أنها كثيرًا ما تسخر من الشخصيات المعاصرة أو الأخبار أو الأدب. على غرار الأشكال الفرعية ذات الصلة من الأوبريت والمسرح الموسيقي، يجمع الاستعراض بين الموسيقى والرقص والرسومات لإنشاء عرض مقنع. على النقيض من ذلك فإن الاستعراض لا يحوي قصة شاملة. لكن يعمل الموضوع العام شعار لسلسلة من الأعمال غير المترابطة والتي تتناوب بين العروض الفردية وفرق الرقص.